# 牙刷家族
《牙刷家族》是中国大陆与澳大利亚联合拍摄的一部现代题材动画片，该作讲述了在浴室里洗浴用具所发生的故事。该动画运用了计算机特效等制作方式。

## 剧情
故事发生在浴室里，几个洗浴用具经常会在深夜醒来，并会发生的一些有趣的故事，每个故事都是独立的。该家族主要有父亲汤姆、母亲苔丝、孩子蒂娜和托比，以及爷爷。

## 创作内幕
Marcia Hatfield之所以会创作这个动画是因为其孩子不爱刷牙，

## 外部連結
- 豆瓣电影上《牙刷家族》的資料 （简体中文）